# Sandia Mountains
Sandia Mountains je pohoří na jihovýchodě Sandoval County, ve střední části Nového Mexika, ve Spojených státech amerických. Sandia Mountains leží východně od města Albuquerque.
Nejvyšší horou pohoří je Sandia Crest s nadmořskou výškou 3 255 metrů. Sandia Mountains je součástí fyzicko-geografické provincie Oblasti pánví a hřbetů (Basin and Range Province).
Díky své blízkosti velkoměstu Albuquerque, je Sandia Mountains nejnavštěvovanějším pohořím v Novém Mexiku.

## Název
Sandia ve španělštině značí meloun. Původní obyvatelé, Pueblané z kmena Tiwa, nazývají pohoří Posu gai hoo-oo. To v překladu znamená "pohoří, kde voda stéká do bezodtoké pánve".

## Geografie a geologie
Pohoří se rozkládá ze severu k jihu v délce necelých 30 kilometrů. Západní část Sandia Mountains je strmá, v okolí nejvyššího vrcholu se nachází skalní stěny. Východní svahy pohoří jsou naopak pozvolné. Základ pohoří tvoří prekambrická žula. Na povrchu se nachází tenká vrstva sedimentárních hornin, zejména vápence, z období karbonu až permu.